# Gymnocolea acutiloba
Gymnocolea acutiloba là một loài rêu trong họ Anastrophyllaceae. Loài này được K. Müller mô tả khoa học đầu tiên năm 1910.